# Колутонський сільський округ
Колуто́нський сільський округ (каз. Қалқұтан ауылдық округі, рос. Колутонский сельский округ) — адміністративна одиниця у складі Астраханського району Акмолинської області Казахстану. Адміністративний центр — станційне селище Колутон.
Населення — 577 осіб (2021; 1145 у 2009, 1630 у 1999, 2076 у 1989).
Станом на 1989 рік існувала Колутонська селищна рада (смт Колутон, села Берлік, Каратубек). 1993 року села Колутон та Бірлік відійшли до складу Староколутонського сільського округу, а село Каратубек — до складу Кайнарського сільського округу. Пізніше села Колутон, Бірлік та селище Роз'їзд 90 Староколутонського сільського округу утворили окремий Колутонський сільський округ. 2009 року ліквідовано селище Роз'їзд 90.

## Склад
До складу округу входять такі населені пункти:
| Населений пункт              | Колишні назви | Населення, осіб (1989) | Населення, осіб (1999) | Населення, осіб (2009) | Населення, осіб (2021) |
| ---------------------------- | ------------- | ---------------------- | ---------------------- | ---------------------- | ---------------------- |
| Бірлік, село                 | Берлік        | 296                    | 232                    | 101                    | 72                     |
| Колутон, станційне селище    | -             | 1780                   | 1349                   | 1043                   | 505                    |
| Роз'їзд 90, станційне селище | -             | -                      | 49                     | 1                      | -                      |